# Biofilm

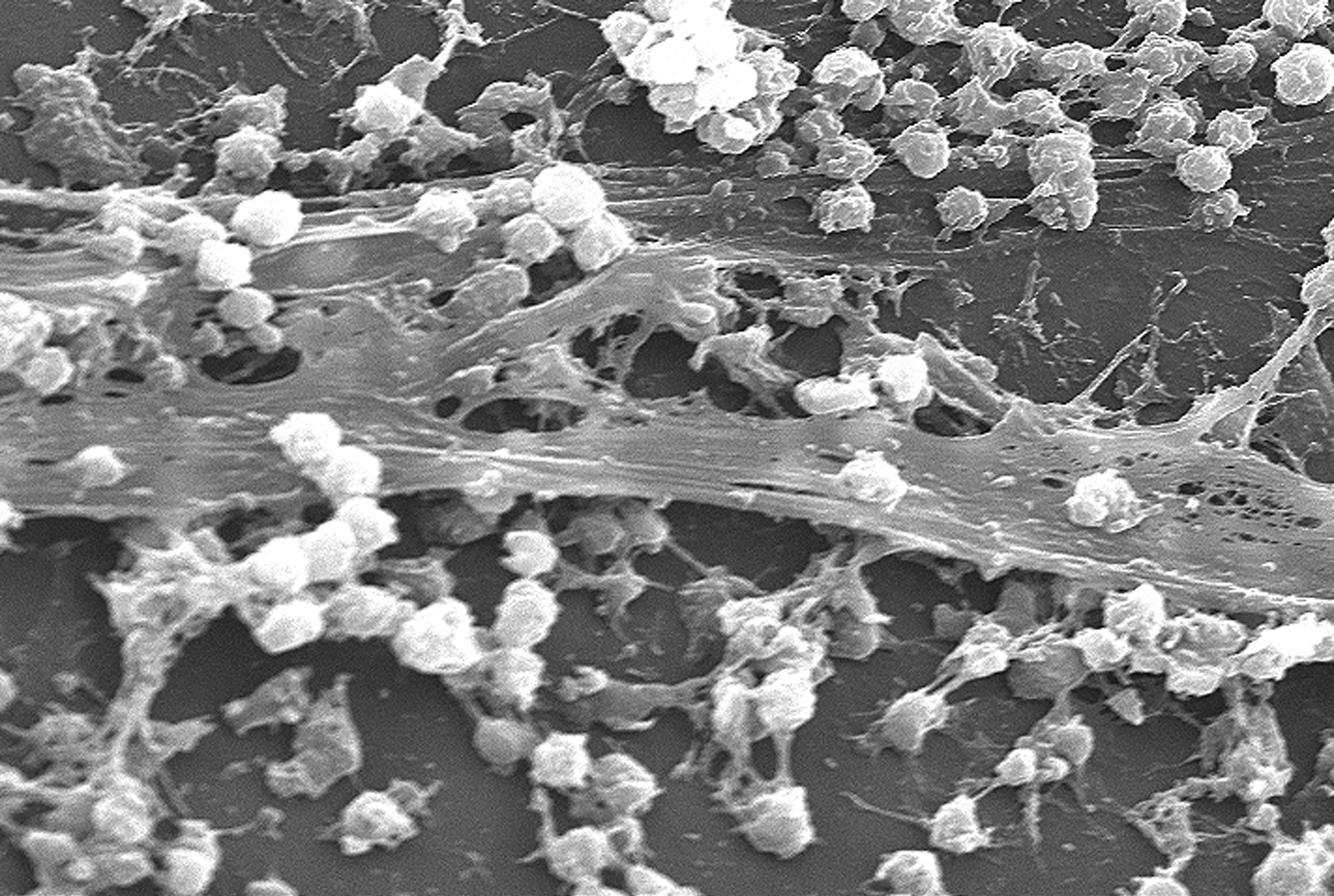
Katéteren megtelepedett Staphylococcus aureus biofilm

A biofilm vagy biohártya mikroorganizmusok egy felületen összetapadt, egybefüggő bevonatot képező sejtjeiből áll (a felülethez nem, csak egymáshoz tapadt sejtek mikrobapelyhet alkotnak). A sejtek gyakran az általuk termelt, nyálkának is nevezett extracelluláris polimer anyagokba (extracellular polymeric substance, EPS) ágyazódva helyezkednek el. Ez sejten kívüli DNS-ből, fehérjékből, poliszacharidokból áll. Biofilmek előfordulnak élő és élettelen felszínen, természetes, ipari vagy kórházi környezetben egyaránt. A biofilmben élő mikrobák fiziológiailag különböznek ugyanazon faj sejtenként szabadon úszó (planktonikus) állapotától.
A bevonat vastagsága néhány mikrométertől a fél méterig terjedhet, és benne több baktériumfaj, valamint a protiszták és az archeák csoport képviselői is előfordulhatnak. A bevonatban élő baktériumok sejtjei és a sejten kívüli komponensek bonyolult módon rendeződnek el, másodlagos struktúrákat, például mikrokolóniákat hoznak létre, melyeken keresztül csatornák rendszere biztosítja, hogy a tápanyagok megfelelő módon jussanak el az egyes sejtekhez. Természetes körülmények között, mint például a földben és a növények felületén a baktériumok többsége bevonatot alkotva található meg.
A biohártya fontos tényezője a krónikus bakteriális fertőzéseknek, vagy a beültetett orvosi eszközöknél fellépő fertőzéseknek, mert a baktériumokat megvédi, így sokkal nehezebben pusztíthatók el, mint az egyedi sejtek, hiszen a folyadékok, gőzök nagyon nehezen hatolnak be a biofilm belsejébe.
A mikrobák több körülménytől függően alakítanak ki biofilmet: ezek közé tartozik a specifikus vagy nemspecifikus kötődési helyek felismerése egy felületen, a tápanyagbőség vagy akár a gátló hatásúnál kisebb koncentrációjú antibiotikumnak való kitettség. Amikor az egysejtű átáll a biofilmre jellemző növekedési módra, fenotípusos változáson megy át, melynek során génjei nagy csoportjainak a szabályozása változik meg.

## Kialakulásának okai
A biofilmek kialakulásának Jefferson szerint négy fő oka van:
1. Védekezés: A biofilmben élő szervezetek kevésbé érzékenyek környezetük változásaira (időszakos tápanyaghiány, pH-változások, antimikrobiális ágensek).
2. Kedvező körülmények kihasználása: A biofilmek révén a mikrobák le tudnak horgonyozni a számukra kedvező mikroélőhelyeken.
3. Közösségi lét előnyei: A közösségi lét olyan előnyöket jelent a mikroorganizmusok számára, mint a metabolikus terhek megosztása (pl. xenobiotikumok kometabolizmusa) vagy a horizontális génátvitel lehetősége. A biofilmben élő mikrobiális közösség ökológiai potenciálja túlszárnyalja a közösséget alkotó egyes fajok képességeinek összegét.[12]
4. Elsődleges életforma: Számos mikrobának a biofilm a primer életformája, a planktonikus lét csupán a kedvezőtlen időszakokra jellemző.

## Fejlődésmenete

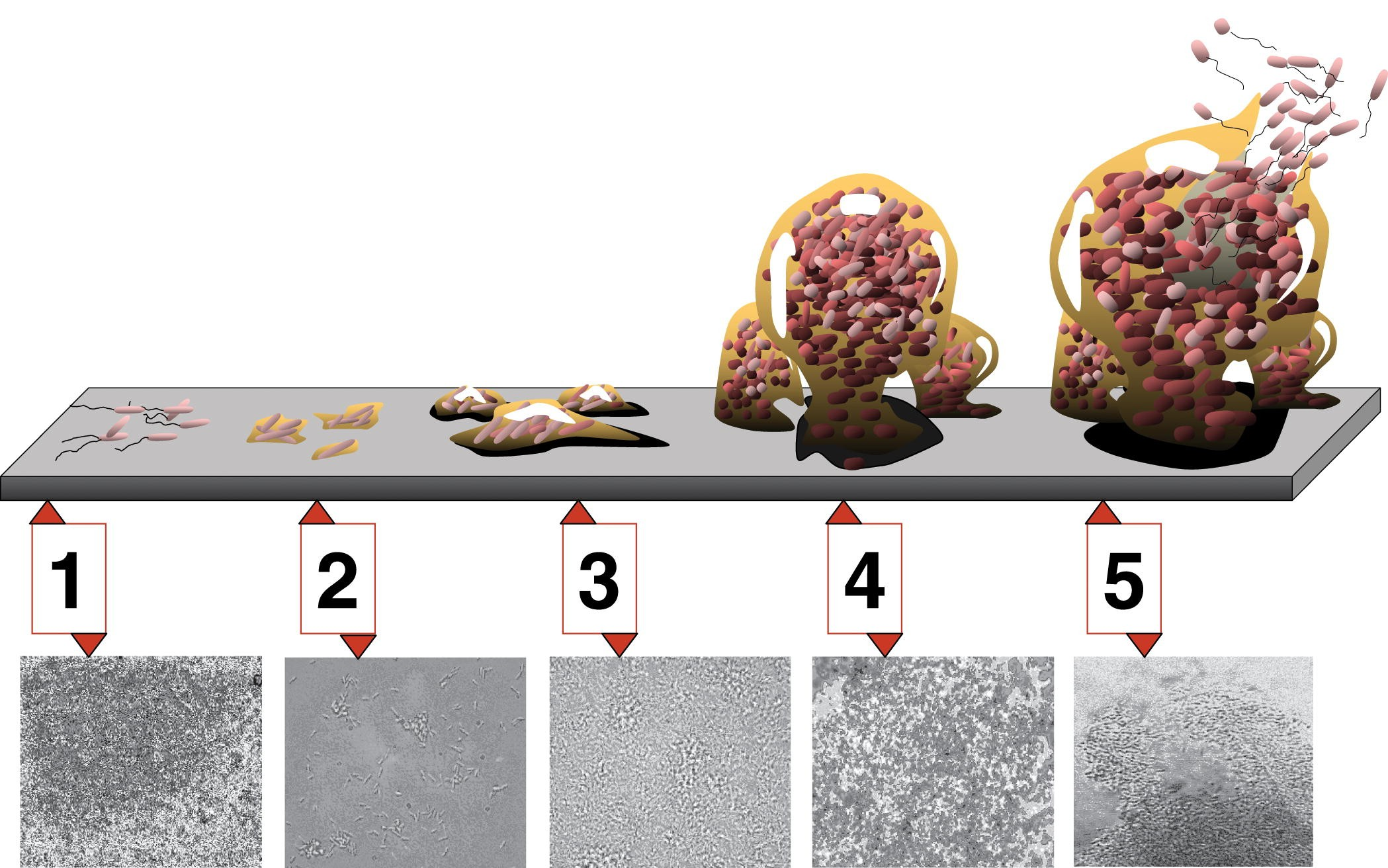
A biofilm fejlődésének öt lépése: (1) Elsődleges megkötődés, (2) Irreverzibilis kötődés, (3) Biofilm érése I, (4) Biofilm érése II és (5) Visszaalakulás. Minden lépcsőfokhoz egy ábra és a P. aeruginosa biofilm egy azonos méretarányú mikroszkópos felvétele kapcsolódik.

A biofilm fejlődésének öt nagy lépcsőfoka (lásd még jobbra az illusztrációt):
1. Planktonikus sejtek elsődleges megkötődése a hordozón (primer asszociáció)
2. Irreverzibilis kötődés
3. Biofilm érése I
4. Biofilm érése II
5. Visszaalakulás planktonikus formába/szétszóródás

A biofilm képződésekor először is a szabadon úszó mikroorganizmusok valamilyen felülethez tapadnak. Az elsődleges megkötődés létrejöttében a sejtek szilárd felszínek iránti „vonzalmán” kívül a hordozók hidrofób vagy hidrofil tulajdonságai, a kemotaxis és a felszínek közelében kialakuló speciális turbulenciaviszonyok is szerepet játszanak. A „kolónia” első sejtjei gyenge, könnyen elszakítható módon, van der Waals-erőkkel kötődnek a felülethez. Ha nem sodorja le semmi őket, permanensen lehorgonyozhatják magukat sejtadhéziós struktúráikkal, pl. pilusokkal. Az első kolonista sejtek előkészítik a többiek letelepedését adhéziós kötőhelyek nyújtásával, és a szukcesszió következő lépéseként megkezdik a biofilmet összetartó EPS nyálka termelését. A növekvő mennyiségű EPS barrier közeget alakít ki, amely védelmet nyújt, valamint a térhatás és a korlátozott tápanyag-diffúzió miatt le is lassítja a sejtek növekedését és osztódását. Egyes fajok nem képesek önállóan a felülethez rögzülni, de a nyálkához vagy a korai kolonista sejtekhez igen. A kolonizáció során jelenik meg a quorum sensinggel való kommunikáció képessége olyan jelzőmolekulák segítségével, mint az N-acil-homoszerin laktonok (AHL). A kolonizáció kezdete után a biofilm növekedését újabb mikroorganizmusok lehorgonyzása és már letelepedett sejtek osztódása adja. A biofilmképződés utolsó stációja az érés, aminek során a biofilm teljesen kialakul, és ettől kezdve leginkább csak formájában, méretében változik. Az érés folyamán a biofilmmátrixban csatornák keletkeznek a víz és a tápanyagok diffúziójának elősegítésére, létrejön a biofilm jellegzetes szerkezete. A biofilm kialakulása az összetapadt sejtkolóniát vagy -kolóniákat magas antibiotikum-ellenállással képes felruházni. Az utolsó fázisban a biofilmekben élő sejtek kiszakadnak a mátrixból, és újra planktonikussá válnak. Tápanyaghiány esetén EPS-bontó enzimeket termelve annak alkotóelemeit tápanyagként képesek felhasználni.

### Szétszóródás
A biofilm-kolónia sejtjeinek szétszóródása a biofilm életciklusának fontos része. A szétszóródás lehetővé teszi, hogy a biofilm terjedjen, új felületeket hódítson meg. A diszperzióban szerepe lehet a nyálkát lebontó enzimeknek, mint a dispersin B vagy a dezoxiribonukleáz. A biofilmmátrixot lebontó enzimek hasznosak bizonyulhatnak a biofilmek elleni védekezésben is.
Újabb keletű bizonyítékok szerint egy zsírsavalapú hírvivő molekula, a cisz-2 decenoic-sav (cis-2-decenoic acid) képes gátolni biofilm-kolóniák növekedését, vagy kiváltani a szétszóródásukat. A Pseudomonas aeruginosa által kiválasztott vegyület több baktériumfaj, illetve a Candida albicans élesztő alkotta biofilmekben képes szétszóródást indukálni.

## Jellemzői
A biofilmek általában víz alá merült, vagy vizes oldatban ázó aljzaton találhatók meg, de előfordulnak vízfelületen úszó szőnyeg formájában, vagy magas páratartalom mellett a levelek felületén. Tápanyagbőség esetén gyorsan makroszkopikus (szabad szemmel észrevehető) méretekre nőhet. A biofilmek sok különböző fajta mikroorganizmusból állhatnak, például baktériumok, archeák, protozoák, gombák és algák is elfordulhatnak bennük, mindegyik csoport specializált anyagcsere-funkciót lát el a biofilmben. Egyes mikroorganizmusok speciális körülmények között egyetlen fajból álló biofilmet is képesek alkotni.

### Az extracelluláris mátrix
A biofilmet a sejtek által termelt polimereket tartalmazó, nyálkának is nevezett extracelluláris mátrix (exopoliszacharid, EPS) tartja össze és védi a külső behatásoktól. A mátrix a sejteket védi, egyben lehetővé teszi köztük a biokémiai jelzésekkel történő kapcsolattartást. Egyes biofilmek vízcsatornákat tartalmaznak, melyek segítik a tápanyagok és a jelző molekulák továbbítását. A mátrix anyaga elég erős ahhoz, hogy bizonyos feltételek fennállása esetén akár fosszilizálódjon.
Az érett biofilmeket 97%-ban víz alkotja, melynek egy része a sejtekben található. Maguk a sejtek mindössze 2-15%-át adják a biofilm szárazanyag-tartalmának. Az EPS alkotói főleg poliszacharidok (vegyesen homo- és heteropoliszacharidok semleges vagy polianionos töltéssel), de a szerkezet felépítésében sejtlízisből származó fehérjék, és nukleinsavak is részt vesznek, melyek extracellulárisak is lehetnek.
A biofilmben élő baktériumok jelentősen különbözhetnek ugyanazon faj szabadon úszó példányaitól, mivel a zsúfoltabb, védettebb környezetben megnyílik az interakció és kooperáció lehetősége köztük. A környezet egyik előnye a tisztítószerekkel és antibiotikumokkal szembeni védelem, mivel a sűrű extracelluláris mátrix és a külső sejtréteg megvédi a közösség belső sejtjeit. Egyes esetekben az antibiotikum-ellenállás akár az ezerszeresére is megnőhet. Sűrűn előfordul a biofilmben a laterális géntranszfer is, ami stabilabb biofilmstruktúrához vezet.
A biofilmek nem minden esetben védettebbek az antibiotikumokkal szemben. A Pseudomonas aeruginosa biofilm formájában sem ellenállóbb az antimikrobiális szerekkel szemben, mint a planktonikus sejtek; bár a logaritmikus fázisban lévő planktonikus sejteknél nagyobb ellenállást mutatnak. A rezisztencia oka a bakteriális növekedés veszteglő fázisában lévő sejtkultúráknál és a biofilmben élő sejteknél is az éppen szunnyadó állapotban lévő, így anyagcserét nem folytató, ezért rezisztens (persister=kitartó) sejtek jelenléte lehet.

## Példák

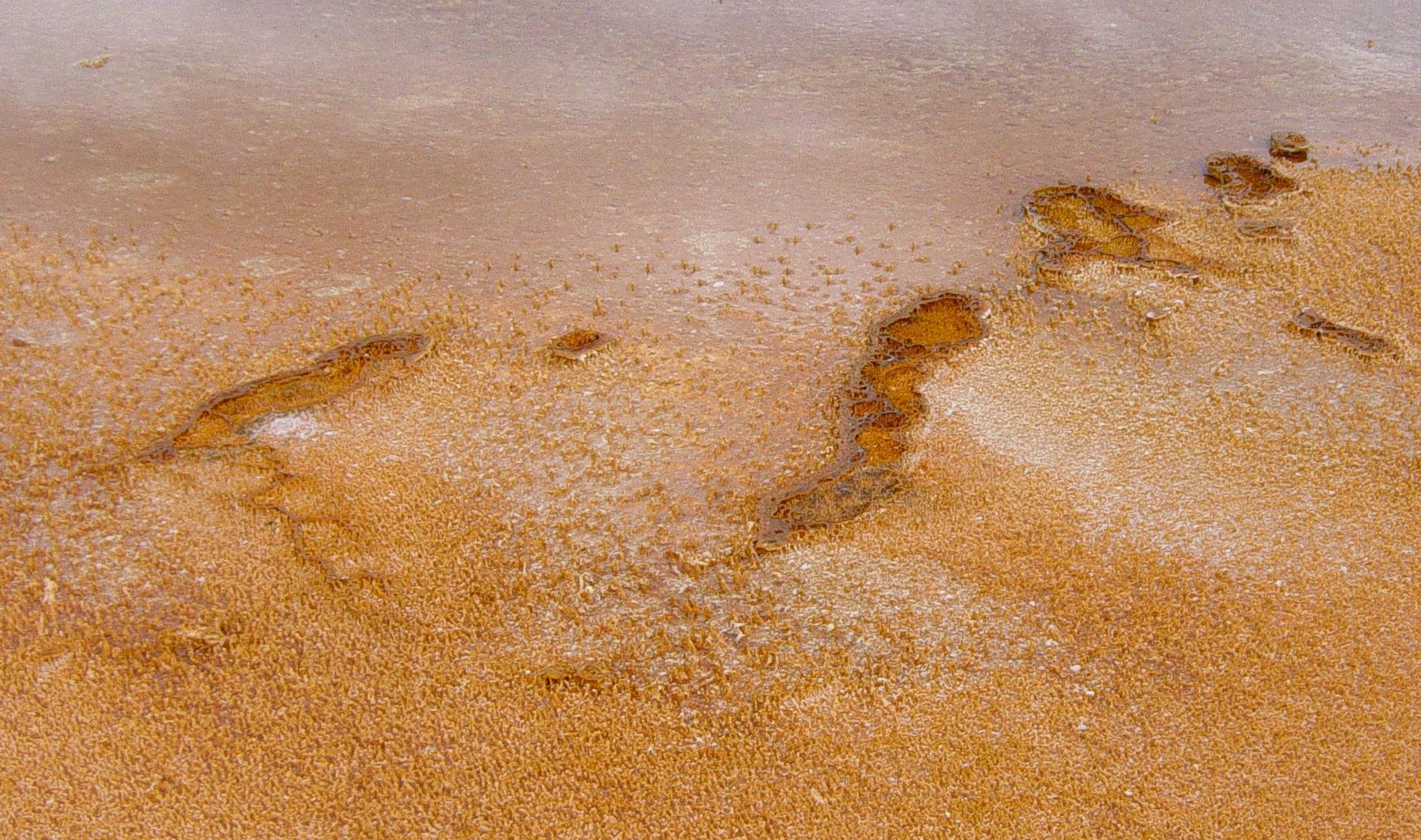
Biofilm a Yellowstone Nemzeti Parkban. A képen látható leghosszabb baktériumszőnyeg-darab mintegy fél méteres.

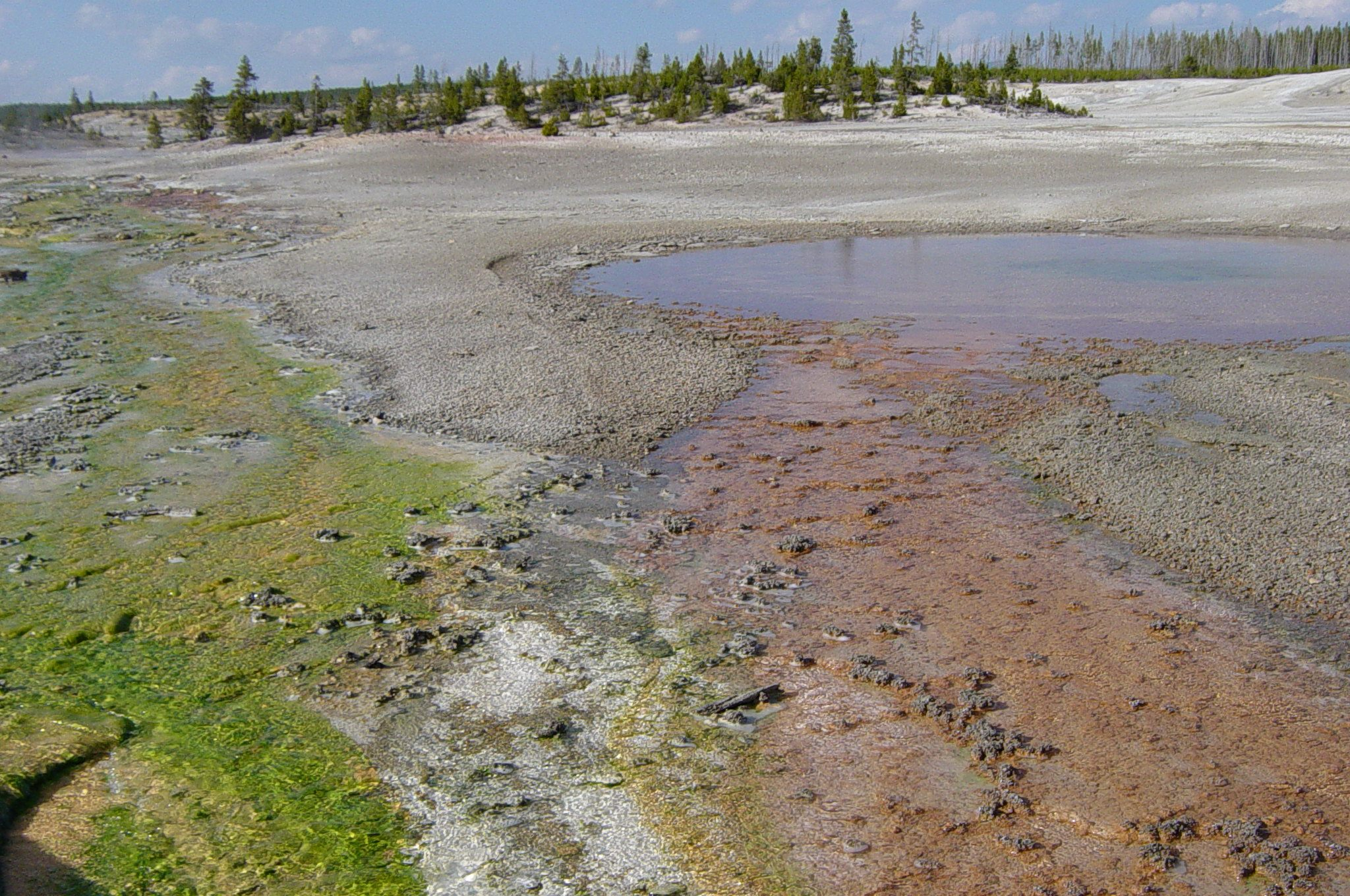
Biofilm a Norris Gejzír Medencében a Yellowstone Nemzeti Parkban. Balra algák, jobbra baktériumok

A biofilmek mindenütt jelen vannak. Nem csak a baktériumok és az archeák, de a mikroorganizmusok szinte minden faja képes valamilyen módon rögzülni a felszínhez vagy egy másik példányhoz. Nem steril, nedves vagy erősen párás környezetben szinte minden állandó felszínen képződhet biofilm.
- Biofilmek találhatók a legtöbb folyómeder kavicsain és kövein, gyakran a posványok felszínén is. Valójában a biofilmek a folyóvizek táplálékláncának fontos alkotóelemei, mivel a sok hal táplálékául szolgáló vízi gerinctelen állat legeli őket.
- A biofilmek a legszélsőségesebb körülmények között is kialakulnak: a hévforrások rendkívül forró, sós, erősen lúgos vagy savas vizeitől a fagyos gleccserekig.
- Emberi lakókörnyezetben biofilmek leginkább a zuhanyzóban képződnek, a kedvező nedves és meleg klíma miatt. Megtalálhatók a vízvezetékek és a csatorna csöveiben, ahol dugulást és korróziót okozhatnak. A padlón vagy a pultokon megtelepedett biofilmek megnehezíthetik az étel-előkészítő helyiségek higiéniájának biztosítását.
- A fűtő, illetve klímaberendezésekben képződött biofilm csökkenti a hőtranszfer hatékonyságát.[24]
- A tengermérnöki rendszerek, mint a tengeri olaj- és gázvezetékek biofilmjei[25] jelentős korróziós gondokat okozhatnak. Bár a korróziót zömmel abiotikus tényezők okozzák, legalább 20%-a visszavezethető a fémfelületre rakódott mikroorganizmusok tevékenységére.
- A hajótesthez tapadó baktériumok az első lépcsőt jelentik a tengerjáró hajók élő anyag okozta elszennyeződésében. Miután a biofilm kialakult, más tengeri élőlények, például kacslábú rákok már könnyebben megtelepedhetnek. A vízi járművet a lerakódások akár 20%-zal is lelassíthatják, ami meghosszabbítja a tengeri utakat és megnöveli az üzemanyagigényt. A szárazdokkban újrafestéssel töltött idő drágítja a tengeri szállítást, a hajók élettartama pedig csökken a korrózió, és az élőlények hajótestről való mechanikai eltávolítása (lekaparása) miatt.
- A biofilmeknek építő jellegű felhasználásai is vannak. Például sok szennyvíztisztítónak van olyan szennyvízkezelési üteme, ahol a megtisztítandó víz szűrőkre növesztett biofilmeken halad át, melyek kivonják és lebontják a szerves összetevőket. Ezekben a biofilmekben a baktériumok a szerves anyagok eltávolítására szolgálnak (lásd még: biokémiai oxigénigény), a protozoák és kerekesférgek pedig a vízben lebegő szilárd részecskéket, köztük patogénenek és más mikroorganizmusokat távolítanak el. A szintén a biofilmekre épülő lassú homokszűrőt a tavi vagy folyami felszíni vizek ivásra alkalmassá tételére használják. Amit tiszta ivóvíznek tekintünk, az valójában ezen mikroorganizmusok számára hulladék, amiből már nem képesek több tápanyagot kiszűrni.
- A biofilmek segíthetnek a tengerbe jutott kőolajszennyezés eltávolításában. Az olaj eltüntetéséért a mikrobaközösség szénhidrogén-lebontó tevékenysége felelős, különösen egy nemrégen felfedezett specialista csoporté, a szénhidrogénbontó baktériumok (HCB), melyek közül a legfontosabbnak tűnő az Alcanivorax borkumensis.[26]
- A sztromatolitok mikrofosszíliák; rétegelt, üledékes struktúrák, amit a főleg cianobaktériumok alkotta egykori biofilmben ragadt, majd cementálódott üledékszemcsék alkotnak. Az ősi sztromatolitokban lelhetők fel a földi élet legkorábbi nyomai, de jelenleg is formálódnak.
- A legtöbb állat szájüregében lévő kemény felszíneken (jellemzően a fogakon, embernél az implantátumokon, protéziseken is) dentális plakként van jelen a biofilm, ami fogszuvasodást, fogínygyulladást okozhat.
- Biofilmek találhatók a növények felületén és belsejében is. Okozhatnak betegségeket, vagy – mint a gyökéren élő nitrogénfixáló baktériumok (Rhizobium) esetében – szimbiózisban élnek a növényekkel.[27] A betegséget okozó biofilmre példa a levélfoltokat és burokhibákat okozó citrusüszög (Citrus Canker), a szőlő Pierce-betegségét is okozó, bakteriális levélperzselődésért felelős (Xylella fastidiosa), a paprika, paradicsom bakteriális levélfoltosság-fertőzése.[28]
- Biofilmeket alkalmaznak a mikrobaalapú üzemanyagcellákban, amikkel változatos forrásokból lehet elektromosságot termelni, az összetett szerves hulladéktól a megújuló biomasszáig.[2]

## Biofilmek és fertőző betegségek kapcsolata
A biofilmek a szervezet sokfajta mikrobiális fertőzésében játszanak szerepet, egyes becslések szerint akár 80%-ukban. A biofilmmel kapcsolatba hozott fertőző folyamatok közé tartoznak gyakoribb problémák, mint a húgyúti fertőzések, a katéterek elfertőződése a középfülgyulladás, a dentális plakk kialakulása, a fogínygyulladás, a kontaktlencse elfertőződése, de ritkább, ám veszélyesebb folyamatok, mint az endocarditis (szívbelhártya-gyulladás), a cisztás fibrózisban fellépő fertőzések, és a szervezetbe beépített idegen anyagok, mint az ízületi protézis, szívbillentyű-protézis elfertőződése. Újabb eredmények azt mutatják, hogy a biofilmek késleltethetik a bőr sebgyógyulását és a helyileg alkalmazott antibiotikumok hatékonyságát a bőr elfertőzött sebeinek kezelésekor.
Szintén új fejlemény, hogy a krónikus sinusitisszel (orrmelléküreg-gyulladás) operált páciensek 80%-ánál az eltávolított szövetekben biofilmet találtak. Ezeknél a betegeknél a kehelysejtek és csillók mintha le lettek volna hámozva, míg a biofilmmentes kontrollcsoportnál a kehelysejtek és csillók morfológiája normális volt. A kontrollcsoport tíz egészséges tagjából kettőnek a mintáiban is találtak biofilmet. Másszóval, a kultúrák negatívak voltak a tesztre a baktériumok jelenléte ellenére is.
Biofilmek képződhetnek a beültetett orvosi eszközök inaktív felszínén is, pl. katéterek, szívbillentyű-protézisek és méhen belüli eszközök esetén.
Új festési technológiákat fejlesztenek, hogy jól el tudják különíteni az állati testben növő baktériumsejteket, például az allergiás gyulladástól.

### Pseudomonas aeruginosabiofilmek
Az iparosodott társadalmak orvostudomány terén elért eredményeit jelentősen kisebbítik az idősödő, immunszuprimált állapotú népesség körében mind gyakoribb krónikus opportunista fertőzések. A krónikus fertőzések most is az orvosi szakma nagy kihívásai közé tartoznak, jelentős gazdasági kihatással, mivel a hagyományos antibiotikum-alapú terápia nem képes hatásosan megszüntetni ezeket a fertőzéseket. Ezek perzisztenciájának (makacs visszamaradásának) oka a baktériumok biofilmnövesztő képessége, ami megvédi őket az ellenséges környezeti tényezőktől.
A Pseudomonas aeruginosa nem egyszerűen a nozokomiális (kórházban szerzett) fertőzések egyik fontos opportunista kórokozója, hanem a baktériumok perzisztenciáját adó különböző mechanizmusok modellszervezetének is tekinthető. Ebben a kontextusban a planktonikus növekedésből a biofilm-fenotípusba való átváltás működésének megvilágítása, és a baktériumok közötti kommunikáció szerepe a perzisztens betegség fenntartásában segítséget nyújthat majd a P. aeruginosa patogenitásának megértéséhez, a krónikus páciensek jobb klinikai kezeléséhez, végül alternatív fertőzés-elleni kezelési stratégiák, új gyógyszerek kifejlesztéséhez vezethet.

### Dentális plakk
A dentális plakk a fogakhoz és szájüregbeli protézisekhez rögzülő anyag, ami baktériumsejtekből (leginkább: Streptococcus mutans és Streptococcus sanguinis), nyáleredetű polimereket és bakteriális eredetű más anyagokat tartalmaz; a fogakra települő biofilm. A fogakat és a fogínyt olyan nagy koncentrációban teszi ki a baktériumok anyagcseretermékeinek, ami a fog megbetegedéséhez vezet.
A fogakról, egyes fogászati ötvözetekről, mintázó anyagokról, implantokról, helyreállító és cementáló anyagokról izolált biofilmek baktériumtörzseinek azonosítása fontos szerepet játszik abban, hogy megértsük az egyes anyagok fizikai-kémiai tulajdonságai és a biofilm-megtelepedés dinamikája közti összefüggéseket.

### Legionárius-betegség
A Legionella-baktériumokról is tudott, hogy bizonyos feltételek mellett biofilmet növesztenek, melyekben védettek a fertőtlenítőszerekkel szemben. A hűtőtornyokban, légkondicionált helyen dolgozók, vagy egyszerűen a zuhanyzó emberek mind ki lehetnek téve a belégzéssel elkapható legionellosisnak, ha ezek a rendszerek nincsenek megfelelően megtervezve, összeállítva és karbantartva.

### Neisseria gonorrhoeaebiofilmek
A Neisseria gonorrhoeae specialista humánpatogén. Újabb kutatások kimutatták, hogy két különböző mechanizmussal is képes belépni az emberi húgyúti és méhnyaki epiteliális sejtekbe, különböző bakteriális felszíni ligandumok és receptorok segítségével. Ezen túlmenően sikerült demonstrálni, hogy a gonokokkuszok biofilmeket képezhetnek üvegfelszínen és emberi sejteken. Bizonyították, hogy természetes megbetegedés során is kialakulhat biofilm az emberi méhnyak epiteliális sejtjein, és hogy a külső membrán citoplazmabimbóinak (bleb) képződése kritikus a biofilm a méhnyak epiteliális sejtjein való megtelepedése szempontjából.

## Molekuláris genetika
A mikroszkópia, a molekuláris genetika és a genomanalízis előrelépései miatt sokat fejlődött a biofilmek strukturális és molekuláris aspektusainak megértése, különösen az aprólékosan tanulmányozott modellszervezetek, mint a Pseudomonas aeruginosa esetében. A biofilm fejlődése több kulcslépésre bontható; a megkötődés, a mikrokolónia-képzés, az érés és a szétszóródás. A baktériumok minden lépésben különböző komponenseket és molekulákat állíthatnak csatasorba, köztük a csillókat, a IV. típusú pilusokat, DNS-t és exopoliszacharidokat. A hatalmas léptekkel előre haladó biofilmkutatás felfedett több kapcsolódó genetikai szabályozó mechanizmust, köztük a quorum sensinget és az újonnan felismert másodlagos hírvivő molekuláját, a ciklusos di-GMP-t (c-di-GMP). A biofilmek kialakulásának molekuláris szintű megértésével új stratégiákat lehet kialakítani megfékezésükre is.

## Fordítás
- Ez a szócikk részben vagy egészben a Biofilm című angol Wikipédia-szócikk ezen változatának fordításán alapul.  Az eredeti cikk szerkesztőit annak laptörténete sorolja fel. Ez a jelzés csupán a megfogalmazás eredetét és a szerzői jogokat jelzi, nem szolgál a cikkben szereplő információk forrásmegjelöléseként.